# Giuseppe Odoardi

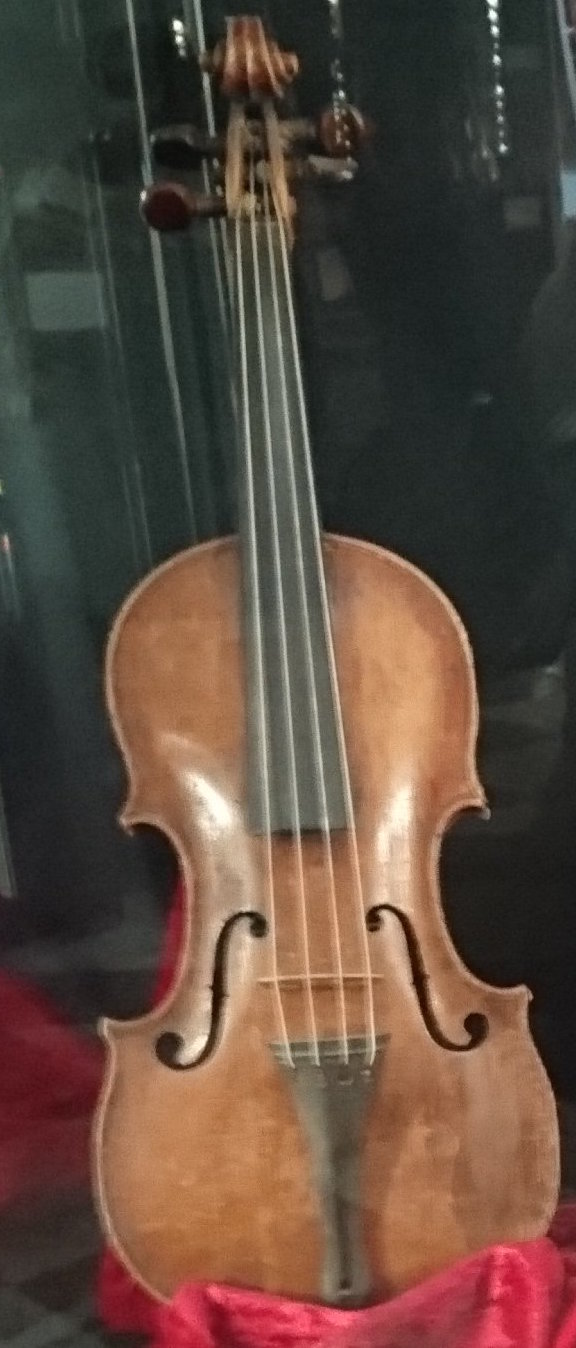
Eine Odoardi-Geige

Giuseppe Odoardi, auch Joseph Odoari (geboren 1746; gestorben 1786 in Genua) war ein Geigenbauer aus Ascoli Piceno.
Odoardi war Sohn eines Bauern, der nebenbei Holzarbeiten fertigte. Odoardi begann mit dem Instrumentenbau, als ihn ein lokaler Musiker aus Ascoli Piceno um die Reparatur einer Geige bat. Nachdem er begonnen hatte, selber Geigen zu bauen, verbreitete sich sein Ruhm und Menschen begannen seinetwegen nach Ascoli Piceno zu kommen. Odoardi hatte keine Schüler, sein Stil und sein Name wurden aber noch geraume Zeit kopiert.
Odoardi fertigte zu seinen Lebzeiten etwa 200 Geigen an und galt bis in das 18. Jahrhundert hinein als ebenbürtig zu den Geigenbauern aus Cremona. Seine heute noch erhaltenen Geigen werden durch verschiedene Stiftungen aktiven Musikern zur Verfügung gestellt. Zu den Musikern, die seine Instrumente benutzen, gehört beispielsweise Andra Darzins.